# Grupa Armii Don

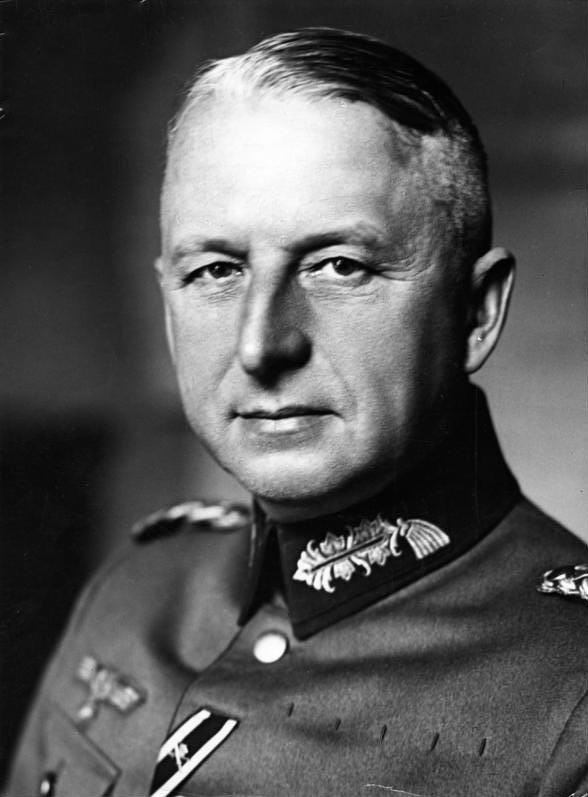
Erich von Manstein

Grupa Armii Don (niem. Heeresgruppe Don, HGr Don) – niemiecka grupa armii, uczestnicząca w działaniach bojowych w rejonie Stalingradu i w północnych Włoszech.

## Utworzenie i działania
Utworzona 21 listopada 1942 roku po odcięciu 6 Armii w Stalingradzie. Utworzona na bazie sztabu 11 Armii, z zamiarem odblokowania niemieckich wojsk okrążonych w Stalingradzie.  W skład Grupy Armii Don weszły następujące jednostki niemieckie: 6 Armia, 11 Armia i zgrupowanie armijne Hotha oraz rumuńska 3 Armia. Nie licząc jednostek 6 Armii, Grupa Armii Don liczyła 30 dywizji. 
Dowództwo powierzono rumuńskiemu marszałkowi Ionowi Antonescu, jednak nie przyjął tej funkcji, uzasadniając że przyjmie ją dopiero po zakończeniu bitwy o Stalingrad. Zadaniem wojsk Grupy Armii Don było odblokowanie wojsk niemieckich w Stalingradzie (Operacja Wintersturm). Na wiosnę 1943 roku, kiedy bitwa o Stalingrad zakończyła się dla III Rzeszy klęską, Grupa Armii Don została przemianowana na Grupę Armii Południe a następnie Grupę Armii Północna Ukraina i Grupę Armii A. 
W kwietniu 1945 roku została otoczona w Czechach przez Armię Czerwoną pod nazwą Grupa Armii Środek. W następnym miesiącu jej żołnierze oddali się do radzieckiej niewoli.

## Dowództwo grupy armii
dowódca:
- feldmarszałek Erich von Manstein

szef sztabu:
- gen. Friedrich Schulz[6]

## Struktura organizacyjna
Skład w grudniu 1942
- 6 Armia
- 3 Armia (rumuńska)
- Grupa Armijna Hoth
- Grupa Bojowa Hollidt

Skład w lutym 1943
- 1 Armia Pancerna
- Odcinek Armijny Hollidt
- 6 Armia
- 4 Armia Pancerna
- 3 Armia (rumuńska)
- 4 Armia (rumuńska)